# Збіжність випадкових величин
У теорії ймовірностей існує декілька видів збіжності випадкових величин. Збіжність послідовності випадкових величин до деякої граничної випадкової величини має широке застосування у статистиці та теорії випадкових процесів.

## Види збіжностей
- Збіжність за розподілом
- Збіжність за ймовірністю (за мірою)
- Збіжність майже напевно (майже всюди)
- Збіжність у середньому

## Властивості
Схема зв'язків між збіжностями:
{\displaystyle {\begin{matrix}{\xrightarrow {L^{s}}}&{\underset {s>r\geq 1}{\Rightarrow }}&{\xrightarrow {L^{r}}}&&\\&&\Downarrow &&\\{\xrightarrow {M.H.}}&\Rightarrow &{\xrightarrow {\ p\ }}&\Rightarrow &{\xrightarrow {\ d\ }}\end{matrix}}}

Список властивостей різних типів збіжностей:

- Із збіжності майже напевно випливає збіжність за ймовірністю.

{\displaystyle X_{n}\ {\xrightarrow {as}}\ X\quad \Rightarrow \quad X_{n}\ {\xrightarrow {p}}\ X}
- Із збіжності за ймовірністю випливає існування підпослідовності, що збігається майже напевно.

{\displaystyle X_{n}\ {\xrightarrow {p}}\ X\quad \Rightarrow \quad X_{k_{n}}\ {\xrightarrow {as}}\ X}
- Із збіжності за ймовірністю випливає збіжність за розподілом.

{\displaystyle X_{n}\ {\xrightarrow {p}}\ X\quad \Rightarrow \quad X_{n}\ {\xrightarrow {d}}\ X}
- Із збіжності в середньому випливає збіжність за ймовірністю.

{\displaystyle X_{n}\ {\xrightarrow {L^{r}}}\ X\quad \Rightarrow \quad X_{n}\ {\xrightarrow {p}}\ X}
- Із збіжності у середньому вищого порядку випливає збіжність у середньому нижчого порядку (обидва порядки мають бути не менше 1).

{\displaystyle X_{n}\ {\xrightarrow {L^{r}}}\ X\quad \Rightarrow \quad X_{n}\ {\xrightarrow {L^{s}}}\ X,} за умови r ≥ s ≥ 1.
- Із збіжності послідовності випадкових величин до константи випливає збіжність до константи за ймовірністю.

{\displaystyle X_{n}\ {\xrightarrow {d}}\ c\quad \Rightarrow \quad X_{n}\ {\xrightarrow {p}}\ c,}
- Якщо Xn збігається за розподілом до X та різниця між Xn та Yn збігається за ймовірністю до 0, то Yn теж збігається за розподілом до X.

{\displaystyle X_{n}\ {\xrightarrow {d}}\ X,\ \ |X_{n}-Y_{n}|\ {\xrightarrow {p}}\ 0\ \quad \Rightarrow \quad Y_{n}\ {\xrightarrow {d}}\ X}
- Якщо Xn збігається за розподілом до X і Yn збігається за розподілом до константи c, тоді вектор (Xn, Yn) збігається за розподілом до (X, c).

{\displaystyle X_{n}\ {\xrightarrow {d}}\ X,\ \ Y_{n}\ {\xrightarrow {d}}\ c\ \quad \Rightarrow \quad (X_{n},Y_{n})\ {\xrightarrow {d}}\ (X,c)}

Зауваження: збіжність до константи, а не до випадкової величини - суттєва умова.
- Якщо Xn збігається за ймовірністю до X та Yn збігається за ймовірністю до Y, тоді сумісний вектор (Xn, Yn) збігається за ймовірністю до (X, Y).

{\displaystyle X_{n}\ {\xrightarrow {p}}\ X,\ \ Y_{n}\ {\xrightarrow {p}}\ Y\ \quad \Rightarrow \quad (X_{n},Y_{n})\ {\xrightarrow {p}}\ (X,Y)}
- Якщо Xn збігається за ймовірністю до X, та якщо P(|Xn| ≤ b) = 1 для всіх n та деякого b, тоді Xn збігається у середньому з r-м порядком до X для всіх r ≥ 1.
- Якщо послідовність випадкових величин {Xn} збігається до X0 за розподілом, то можна побудувати новий ймовірнісний простір (Ω, F, P) та послідовність випадкових величин   {Yn, n = 0,1,…} визначених на ньому, таку що Yn має такий самий розподіл як Xn для кожного n ≥ 0 та Yn збігається до Y0 майже напевно.
- Якщо Sn - це сума n дійсних незалежних випадкових величин:

{\displaystyle S_{n}=X_{1}+\cdots +X_{n}\,}
тоді Sn збігається майже напевно тоді й лише тоді коли Sn збігається за ймовірністю.
- Теорема Лебега про мажоровану збіжність дає достатні умови для того щоб із збіжності майже напевно випливала збіжність у середньому 1-го порядку:

{\displaystyle \left.{\begin{array}{ccc}X_{n}{\xrightarrow {a.s.}}X\\\\|X_{n}|<Y\\\\\mathrm {E} (Y)<\infty \end{array}}\right\}\quad \Rightarrow \quad X_{n}{\xrightarrow {L^{1}}}X}
- Необхідна і достатня умова для збіжності у середньому 1-го порядку - це збіжність за ймовірністю {\displaystyle X_{n}{\xrightarrow {P}}X} та рівномірна інтегрованість послідовності Xn.